# Agujero de Mel
El agujero de Mel es, según una leyenda urbana, una fosa "presuntamente sin fondo" cercana a Ellensburg, Washington (Estados Unidos). Las primeras declaraciones fueron hechas en el programa de radio Coast to Coast AM por un radioescucha que se hacía llamar "Mel Waters". La investigación posterior reveló que tal persona no fue catalogado como residente en esa zona, y no hay evidencia creíble de que exista el agujero.

## Descripción
Según la entrevista de radio con "Mel Waters", el agujero tiene una profundidad casi infinita y la capacidad de regresar los animales muertos a la vida y matar a los animales vivos. Waters afirmó haber medido la profundidad del agujero la cual superó las 15 millas (24 kilómetros) usando un hilo de pescar con un peso amarrado en un extremo. La ubicación exacta del agujero no fue especificada, pero varios investigadores han afirmado haber encontrado el agujero. Supuestamente se puede encontrar en Google Earth; con las coordenadas: 47°08'44.0"N 120°37'25.6"W, aparecerá un desierto similar al de las fotos y un agujero presumiblemente sin fondo, el cual es el supuesto agujero.

## Aspectos del agujero de Mel. Exposición de arte
Una exposición de arte, "Aspectos del agujero de Mel: los artistas Responden a un Acontecimiento Paranormal" comisariado por el crítico de arte del LA Weekly, Doug Harvey, se estuvo presentando en el Grand Central Art Center en Santa Ana, California en 2008. El espectáculo presentó los trabajos de 41 artistas, muchos de estos trabajos fueron creados específicamente para la exposición, incluyendo trabajos por Marnie Weber, Jim Shaw, Jeffrey Vallance, Georganne Deen, Paul Laffoley, The Firesign Theater, Gary Panter, The Center for Land Use Interpetation, James Hayward, Cathy Ward, Eric Wright y Craig Stecyk. El GCAC publicó un catálogo de tapa dura de 146 páginas conjuntamente con la exposición, conteniendo contribuciones de todos los artistas, ensayos de Harvey, psicoanálisis de Judy Spence, la autora de ciencias Margaret Wertheim, Hannah Miller, Brian Tucker, Christine Wertheim y el Rev. Ethan Acres.